# 內村光良
內村光良（日语：／ Uchimura Teruyoshi，1964年7月22日—）是日本搞笑藝人、主持人、演員、電影導演，生於熊本縣人吉市。

## 生平
就讀橫濱放送映畫專門學院（今日本映畫大學）演劇科第九期。1985年畢業後，與南原清隆組成漫才團體「小內小南」，進入演藝圈。
1993年6月24日凌晨1時（日本時間），香港樂團Beyond應邀到富士電視台位於河田町的4號錄影室拍攝遊戲節目《小内小南的 想做什麼 就做什麼》，遊戲進行了15分鐘後，Beyond的其一成員黄家駒在狹窄並沾滿水渍的台上奔跑時不慎滑倒，強大衝力使身旁3塊佈景板的固定裝置脫落，佈景板鬆開。這時身為主持人的內村光良與黃家駒一同墜落2.7米的台下。內村光良則胸部着地，僅受輕傷。而黃家駒頭部朝下摔落，後腦首先着地，隨即昏迷；造成頭部受創，於6月30日死去，節目也在意外之後宣告停播。
曾經是已解散樂團口袋餅乾（1995-2000）成員之一。

## 家庭
其妻德永有美。2005年3月25日，兩人宣布將結婚，4月23日完成結婚手續。
2009年6月11日，長女誕生。2013年，長男誕生。

## 作品
- 2006年電影導演「花生好棒」
- 2013年電影導演「我們的交換日記」

## 出演
- 1986年電影「別對我的女人出手」
- 2000年電視劇「浪漫巴士站」，飾宫前武藏
- 2006年電視劇「西遊記」，飾沙悟淨

### 電視動畫
- 海螺小姐（2016年7月24日、富士電視台） - 飾演本人
- 忍者亂太郎（2018年12月19日、NHK教育頻道） - 飾演 右左衛門

### 動畫電影
- 成為星星的少女（2024年5月10日、Aniplex） - 飾演 伊丹秀一[4]

## 相關連結
- 口袋餅乾

## 外部連結
- 經紀公司個人介紹頁 （页面存档备份，存于）（日語）
- 揭露搞笑藝人幕後辛酸─ 內村光良的導演日記 （页面存档备份，存于）

1. ↑  黃家駒從2.7米高台上墜下 遺憾告别人世 的存檔，存档日期2011-07-13.
2. ↑  「家駒遺體曾注射防腐劑」，文匯報第十五版，1993年7月6日
3. ↑  .   [2020-04-12]. （原始内容存档于2020-10-22）.
4. ↑  . Comic Natalie. 2024-03-19  [2024-03-19]. （原始内容存档于2024-05-10） （日语）.